# Polisportiva Dinamo 2018-2019
Questa voce raccoglie le informazioni riguardanti la Polisportiva Dinamo nelle competizioni ufficiali della stagione 2018-2019.

## Stagione
La stagione 2018-2019 della Polisportiva Dinamo sponsorizzata Banco di Sardegna, è la 9ª nel massimo campionato italiano di pallacanestro, la Serie A.
All'inizio della nuova stagione la Lega Basket decise di modificare il regolamento riguardo al numero di giocatori stranieri da schierare contemporaneamente in campo. Si decise così di optare per la scelta della formula con 6 giocatori stranieri senza vincoli.
In FIBA Europe Cup vince il girone battendo il Leicester Riders, Szolnoki Olaj e Falco, poi è passata al second round battendo Petrolina AEK, Donar Groeningen e perdendo contro la Pallacanestro Varese.Poi negli ottavi di finale incontra il zz leiden vincendo andata e ritorno ai quarti di finale incontra il pinar karsiaka vincendo andata e pareggiando al ritorno 83-83 in semifinale scontra l'hapoel holon anche in questo caso vince andata e ritorno e in finale scontra i tedeschi del wuzburg dove all' andanta vince di 5 e al ritorno vince alzando al cielo per la prima volta nella sua storia la prima coppa Europea ovvero la Fiba Europe Cup

## Maglie
| Casa | Trasferta | Casa FIBA Europe Cup | Trasferta FIBA Europe Cup |

## Roster
Aggiornato al 16 luglio 2018.
| Banco di Sardegna Sassari 2018-19 | Banco di Sardegna Sassari 2018-19 |
| Giocatori                         | Staff tecnico                     |
| --------------------------------- | --------------------------------- |

| N. | Naz.                                       | Ruolo | Nome                 | Anno | Alt.   | Peso   |  |
| -- | ------------------------------------------ | ----- | -------------------- | ---- | ------ | ------ |  |
| 0  | Italia (bandiera)                          | P     | Marco Spissu         | 1995 | 184 cm | 79 kg  |  |
| 1  | Italia (bandiera)                          | PG    | Marco Antonio Re     | 2000 | 188 cm | 75 kg  |  |
| 1  | Italia (bandiera)                          | AP    | Christian Martis     | 2001 | 194 cm | 73 kg  |  |
| 2  | Stati Uniti (bandiera)                     | P     | Jaime Smith          | 1989 | 190 cm | 83 kg  |  |
| 3  | Stati Uniti (bandiera)                     | G     | Tyrus McGee          | 1991 | 188 cm | 90 kg  |  |
| 4  | Stati Uniti (bandiera) · Kosovo (bandiera) | G     | Scott Bamforth       | 1989 | 188 cm | 85 kg  |  |
| 5  | Stati Uniti (bandiera)                     | GA    | Terran Petteway      | 1992 | 198 cm | 91 kg  |  |
| 6  | Stati Uniti (bandiera)                     | G     | Justin Carter        | 1987 | 193 cm | 91 kg  |  |
| 8  | Italia (bandiera)                          | GA    | Giacomo Devecchi (C) | 1985 | 196 cm | 88 kg  |  |
| 10 | Uruguay (bandiera) · Italia (bandiera)     | P     | Luciano Parodi       | 1994 | 183 cm | 82 kg  |  |
| 15 | Italia (bandiera)                          | C     | Daniele Magro        | 1987 | 208 cm | 105 kg |  |
| 21 | Canada (bandiera)                          | A     | Dyshawn Pierre       | 1993 | 198 cm | 104 kg |  |
| 22 | Italia (bandiera)                          | PG    | Stefano Gentile      | 1989 | 191 cm | 90 kg  |  |
| 25 | Stati Uniti (bandiera)                     | AG    | Rashawn Thomas       | 1994 | 203 cm | 104 kg |  |
| 33 | Italia (bandiera)                          | AG    | Achille Polonara     | 1991 | 205 cm | 102 kg |  |
| 35 | Senegal (bandiera) · Italia (bandiera)     | AG    | Ousmane Diop         | 2000 | 204 cm | 100 kg |  |
| 45 | Stati Uniti (bandiera)                     | C     | Jack Cooley          | 1991 | 208 cm | 124 kg |  |
|    | Italia (bandiera)                          | G     | Filippo Chessa       | 2001 | 178 cm | 60 kg  |  |

| Allenatore                                                                                      |
| - Vincenzo Esposito (fino all'11 febbraio) - Gianmarco Pozzecco (dall'11 febbraio)              |
| Assistente/i                                                                                    |
| - Edoardo Casalone - Giorgio Gerosa Legenda - (C) Capitano - (IN) Inattivo - Infortunato Roster |

## Mercato

### Sessione estiva
| Acquisti | Acquisti          | Acquisti            | Acquisti   | Acquisti |
| R.       | Nome              | da                  | Modalità   |          |
| -------- | ----------------- | ------------------- | ---------- | -------- |
| ALL      | Vincenzo Esposito | Pistoia Basket      | definitivo |          |
| ALL      | Edoardo Casalone  | Derthona Basket     | definitivo |          |
| GA       | Terran Petteway   | PAOK Salonicco      | definitivo |          |
| P        | Jaime Smith       | Pall. Cantù         | definitivo |          |
| C        | Daniele Magro     | Pistoia Basket      | definitivo |          |
| PG       | Stefano Gentile   | Virtus Bologna      | definitivo |          |
| C        | Jack Cooley       | Sacramento Kings    | definitivo |          |
| AG       | Rashawn Thomas    | Oklahoma Blue       | definitivo |          |
| AG       | Ousmane Diop      | Amici Pall. Udinese | definitivo |          |
| P        | Luciano Parodi    | Est. Bahía Blanca   | definitivo |          |

| Cessioni | Cessioni           | Cessioni        | Cessioni       | Cessioni |
| R.       | Nome               | a               | Modalità       |          |
| -------- | ------------------ | --------------- | -------------- | -------- |
| ALL      | Zare Markovski     | Free agent      | fine contratto |          |
| ALL      | Giacomo Baioni     | Reyer Venezia   | fine contratto |          |
| G        | Andrea Picarelli   | Dinamo Cagliari | fine contratto |          |
| AG       | Jonathan Tavernari | Pall. Cantù     | risoluzione    |          |
| AP       | Josh Bostic        | Arka Gdynia     | fine contratto |          |
| P        | Will Hatcher       | PAOK Salonicco  | fine contratto |          |
| AP       | Lorenzo Bucarelli  | Dinamo Cagliari | prestito       |          |
| C        | Shawn Jones        | Hapoel Holon    | fine contratto |          |
| C        | Darko Planinić     | Zielona Góra    | fine contratto |          |
| PG       | Rok Stipčević      | Free agent      | fine contratto |          |

### Dopo l'inizio della stagione
| Acquisti | Acquisti           | Acquisti       | Acquisti         | Acquisti   |
| R.       | Nome               | da             | Data             | Modalità   |
| -------- | ------------------ | -------------- | ---------------- | ---------- |
| G        | Tyrus McGee        | Free agent     | 14 gennaio 2019  | definitivo |
| G        | Justin Carter      | Shabab Al-Ahli | 14 gennaio 2019  | definitivo |
| ALL      | Gianmarco Pozzecco | Free agent     | 11 febbraio 2019 | definitivo |

| Cessioni | Cessioni          | Cessioni             | Cessioni         | Cessioni    |
| R.       | Nome              | a                    | Data             | Modalità    |
| -------- | ----------------- | -------------------- | ---------------- | ----------- |
| P        | Luciano Parodi    | Corinthians Paulista | 26 novembre 2018 | rescissione |
| ALL      | Vincenzo Esposito | Free agent           | 11 febbraio 2019 | dimissioni  |